# Cuiro de Bou
Cuiro De Bou es un cultivar de higuera de tipo higo común Ficus carica, unífera (con una sola cosecha por temporada, los higos de otoño), con higos de epidermis con color de fondo azul oscuro con sobre color azul rojizo. Se cultiva en la colección de higueras de Montserrat Pons i Boscana en Llucmajor, Islas Baleares.

## Sinonimia
- sin sinónimos“,[4][6][7]

## Historia
Actualmente la cultiva en su colección de higueras baleares Montserrat Pons i Boscana, rescatada de un ejemplar o higuera madre localizada en el término de Llucmajor, en la finca "Míner" de la colección de higueras de Josep Sacarès Mulet, empresario, geólogo, escritor mallorquín y gran conocedor del mundo de la higuera.
La variedad 'Cuiro De Bou' se llama así (Cuiro De Bou:Cuero De Toro, en catalán), por la textura de la piel de sus higos, con color y grosor similar a la de un toro negro.

## Características
La higuera 'Cuiro De Bou' es una variedad unífera de tipo higo común. Árbol de vigorosidad mediana, copa redondeada de ramas colgando, deforme y de ramaje bastante claro, con poca emisión de rebrotes. Sus hojas son de 3 lóbulos en su mayoría, y pocas de 5 lóbulos. Sus hojas con dientes presentes márgenes serrados medio recortados, con el ángulo peciolar agudo. 'Cuiro De Bou' tiene mucho desprendimiento de higos, poco rendimiento productivo y periodo de cosecha medio. La yema apical cónica de color verde amarillento.
Los frutos de la higuera 'Cuiro De Bou' son higos de un tamaño de longitud x anchura:42 x 42mm, con forma esférica bastante achatado, que presentan unos frutos pequeños-medianos, simétricos de forma, uniformes de dimensiones, de unos 24,378 gramos en promedio, cuya epidermis es de un grosor mediano, de textura bastante áspera y granulosa, de consistencia blanda, color de fondo azul oscuro con sobre color azul rojizo, con una pelusa blanquecina apreciable a simple vista. 
Ostiolo de 1 a 3 mm con escamas pequeñas marrones. Pedúnculo de 5 a 10 mm alargado cilíndrico verde amarillento, y en la base enrojece. Grietas reticulares gruesas muy marcadas y vistosas, cuando el higo está maduro, del ostiolo salen a la vez tres grietas gruesas en estrella abriéndose el higo. Costillas marcadas. Con un ºBrix (grado de azúcar) de 14 de sabor insípido, con color de la pulpa rojo claro. Con cavidad interna mediana, con aquenios pequeños y pocos. 
Los frutos maduran durante un periodo de cosecha medio, de un inicio de maduración de los higos sobre el 28 de agosto al 1 de octubre. Cosecha de poca calidad con poco rendimiento productivo y periodo de cosecha medio.
Se usa en alimentación animal. Muy sensibles a las lluvias y a la apertura del ostiolo, agrietan por el poro distal y se abren de forma tal que asemejan una estrella colgando del árbol. Son muy poco resistentes al transporte, y tienen mucha facilidad de desprenderse del árbol al final de la maduración.

## Cultivo
'Cuiro De Bou', se utiliza en alimentación animal (ganado porcino y ovino). Se está tratando de recuperar de ejemplares cultivados en la colección de higueras baleares de Montserrat Pons i Boscana en Llucmajor.